# Onufry (ikonograf)
Onufry Argitis lub Onufry z Neokastry (gr. Ονούφριος Αργήτης) – albański ikonograf i malarz pejzaży oraz portretów, duchowny prawosławny. Jest uważany za jednego z największych albańskich XVI-wiecznych malarzy.

## Życiorys
Uważa się, że Onufry urodził się na początku XVI wieku w albańskiej rodzinie zamieszkującej okolice Beratu lub Kosturu. Jako prawosławny duchowny był arcybiskupem Elbasanu.

## Upamiętnienie
27 lutego 1986 roku założono w Beracie muzeum poświęcone Onufremu; jego kolekcja składa się z ponad 100 ikon. 